# Die Wobblies
Die Wobblies ist ein US-amerikanischer Dokumentarfilm von Deborah Shaffer und Stewart Bird über die Geschichte der Industrial Workers of the World (IWW). Der Film kombiniert die Erinnerungen von IWW-Veteranen mit Filmaufnahmen aus der Arbeitswelt zu Beginn des 20. Jahrhunderts, historischen Arbeiterliedern sowie anderem Archivmaterial. Die Dokumentation wurde am 11. Oktober 1979 auf dem prestigeträchtigen New York Film Festival uraufgeführt, erhielt in der Folge zahlreiche Preise und lief am 24. Januar 1981 mit deutschen Untertiteln auch im dritten Fernsehprogramm des NDR.

## Thematik
Wobblies nannten sich Arbeiter, die in den ersten Jahrzehnten des 20. Jahrhunderts den IWW angehörten, einer radikalen Strömung innerhalb der nordamerikanischen Arbeiterbewegung. Der Legende nach geht der Spitzname auf einen chinesischen Koch zurück, der auf die Polizistenfrage, welcher Organisation er denn angehöre, in radebrechendem Englisch geantwortet haben soll: „I Wobble-U Wobble-U.“
Einwanderer wie zum Beispiel dieser Chinese spielten bei den Wobblies deshalb eine so große Rolle, weil sie – ebenso wie Frauen und Afroamerikaner – als zumeist ungelernte Geringverdiener von den etablierten Facharbeitergewerkschaften der American Federation of Labor ausgeschlossen blieben. Die IWW hingegen hatten sich bereits auf ihrem Gründungskongress 1905 für die syndikalistische Organisierung aller Industriearbeiter unabhängig von Herkunft, Ausbildungsstand, Religion, Geschlecht und Hautfarbe ausgesprochen. Gemeinsam sollten sie sich in der One Big Union mit den Mitteln des Arbeitskampfes für die Abschaffung des Lohnsystems starkmachen.
Die Macher von Die Wobblies beabsichtigten, die Beteiligten der historischen Klassenauseinandersetzungen – angelehnt an die geschichtswissenschaftliche Methode der Oral History – ausführlich als Zeitzeugen zu Wort kommen zu lassen. Da die insgesamt 19 im Film auftretenden Interviewpartner zum Zeitpunkt der Produktion Ende der 1970er-Jahre bereits zwischen 75 und 97 Jahre alt waren, liegt es nahe, dass der Schwerpunkt der Dokumentation auf den Jahren 1912 bis 1920 liegt, während die Anfangsjahre der IWW seit 1905 eher unterbelichtet bleiben.
Eine chronologische Darstellung sollte der Film aber ebenso wenig werden wie eine traditionelle Organisationsgeschichte. Die Dramaturgie gruppiert die Erzählungen der IWW-Veteranen entlang der Kampfgeschichten unterschiedlicher Arbeiterkategorien: Streiks von Textilarbeiterinnen in Neuengland, Hafenarbeiter-Militanz in den Küstenstädten, Free Speech Fights von Holzfällern und Erntehelfern im Wilden Westen sowie Kämpfe in den abgelegenen Bergarbeitersiedlungen der Rocky Mountains. Der Dokumentarfilm bebildert die Erinnerungen der IWW-Veteranen mit Filmaufnahmen aus den entsprechenden Arbeitswelten sowie mit einer Fülle von Comics und Cartoons, die von Sympathisanten, aber auch Gegnern der Wobblies zu Propagandazwecken produziert worden sind. Arbeiterlieder (u. a. von Joe Hill) dienen der musikalischen Untermalung, werden von den Interviewpartnern aus der „singing union“ zum Teil aber auch selbst angestimmt.
Stewart Bird und Deborah Shaffer beschließen ihre Produktion mit der gewaltsamen Unterdrückung der Wobbly-Bewegung nach 1917 – dem Jahr des Kriegseintritts der USA wie dem Jahr der Russischen Revolution. Während der so genannten Red Scare, einem Klima der antikommunistischen Stimmungsmache gegen Ende des Ersten Weltkriegs, wurden Streikbewegungen von US-Justiz und Nationalgarde zum Teil blutig niedergeschlagen und IWW-Aktivisten zu Hunderten verhaftet.

## Mitwirkende
Im 90-minütigen Film kommen 19 ehemalige Wobblies zu Wort: Der Wanderarbeiter Joe Murphy, die Seidenweberin Irma Lombardi (83), der Wanderarbeiter Jack Miller (89), der Textilarbeiter Angelo Rocco (95), der Hafenarbeiter James Fair (80), die Seidenweberin Sophie Cohen (77), Roger Baldwin (95), der Reporter Art Shields (90), der Wanderarbeiter Nicholas Steelink (89), der Holzfäller Tom Scribner (80), der Seidenweber Dominick Mignone (86), der Wanderarbeiter Nels Peterson (89), die Bergmannsfrau Katie Pintek (89), der Holzfäller Irv Hanson, der Wanderarbeiter Sam Krieger (Jg. 1902), der Holzfäller Vaino Konga, Mike Foudy, der Folksänger Utah Phillips sowie Fred Thompson, der Herausgeber des Industrial Worker. Einen großen Teil des Hintergrundtextes spricht der Mitgründer der American Civil Liberties Union Roger Baldwin.
Zum Filmteam gehörten außer den Regie-Duo Bird und Shaffer Sandi Sissel, Judy Irola, Peter Gessner und Bonnie Friedman (Kamera), Dixie Beckham, Joe De Francesco und Deborah Shaffer (Ton), Pierce Rafferty (Archivrecherche), Erika Gottfried (Recherche), Peter Smallman (Fotorecherche), Peter Gessner und Marilyn Fraunglass (Co-Autoren).
Gemeinsam mit Dan Georgakas, dem Herausgeber der Filmzeitschrift Cineaste, haben Deborah Shaffer und Stewart Bird 1985 unter dem Titel „Solidarity Forever. An Oral History of the I.W.W.“ ein Buch veröffentlicht, das die Langfassungen der Gespräche enthält, die sie mit den im Film auftretenden Wobblies geführt haben.

## Regisseure
Deborah Shaffer gehörte in den 1970er Jahren dem linken Filmemacherkollektiv Third World Newsreel an und drehte nach Fertigstellung der Wobbly-Dokumentation in den 1980er-Jahren Filme über El Salvador („El Salvador. Another Vietnam“, 1981), Nicaragua („Report from the front”, 1983; “Witness to War: Dr. Charlie Clements”, 1985; “Fire from the Mountain“, 1987) sowie die chilenische Opposition („Dance of Hope“, 1989). Zu ihren neueren Filmen zählt eine vierteilige Künstler-Dokumentation unter den Einzeltiteln „Consumtion“, „Identity“, „Place“ und „Spirituality“ aus dem Jahr 2001. Shaffer ist für ihre Filme mit zahlreichen Preisen geehrt worden, darunter dem Oscar, dem Emmy und der Goldenen Palme von Cannes.
Stewart Bird, der Autor eines Wobbly-Dramas über den Haywood-Prozess und Regie-Kollege von Shaffer bei der Produktion von „Die Wobblies“, hat in den 1980er Jahren mit „Home Free All“ eine Komödie über einen frustrierten Ex-Linken mitten in der Midlife-Crisis gedreht, der sich mit seinem Freund erfolglos auf Sinnsuche begibt.

## Produktion
Deborah Shaffer und Stewart Bird hatten schon in den 1970er-Jahren ausführlich mit der Geschichte der IWW auseinandergesetzt. Shaffer beispielsweise wollte schon länger einen Film über den Textilarbeiterinnen-Streik in Lawrence (Massachusetts) produzieren, bekam die dafür nötigen Geldmittel aber nicht zusammen. Unabhängig davon hatte Stewart Bird zusammen mit Peter Robilotta ein Theaterstück mit dem Titel „The U.S. vs. Wm. D. Haywood, et al.“ geschrieben, das 1977 im Labor Theater in New York uraufgeführt wurde, 59 Jahre nach Beginn des Chicagoer Schauprozesses gegen „Big Bill“ Haywood und 100 andere IWW-Aktivisten. Weil viele ehemalige Wobblies zur Aufführung des Stücks nach New York gereist waren, nutzten Stewart Bird und Deborah Shaffer die Gelegenheit, Kontakte mit diesen Wobbly-Veteranen zu knüpfen.
Hintergrundinformationen und Archivmaterialien, mit denen die Interviews in der Dokumentation illustriert sind, recherchierten die beiden Regisseure unter Mithilfe ihres Assistenten Pierce Rafferty in zahlreichen US-amerikanischen Archiven. Wie aus dem Abspann des Films hervorgeht, ließen sich die Regisseure bei ihrer Arbeit an ihrem Film des Weiteren von Joyce Kornbluh und Philip S. Foner beraten, die beide Standardwerke zur Geschichte der IWW verfasst haben.
Über die Kontakte zu den Wobbly-Veteranen unter den Theaterzuschauern hinaus versuchten Bird und Shaffer, über linke Zeitungen und Zeitschriften, Wissenschaftler, Oral-History-Projekte und auch Seniorenheime Zugang zu weiteren Veteranen der Bewegung zu bekommen. Erfolglos blieb dabei z. B. die Suche nach Bergleuten, die insbesondere in der Frühgeschichte der IWW eine bedeutende Rolle gespielt hatten. Bird und Shaffer vermuteten, dass viele von ihnen aufgrund typischer Berufskrankheiten schon früh verstorben seien.
Nach dem Willen der Regisseure sollten auch die Erfolge, die die IWW bei der Zusammenführung von weißen und schwarzen Arbeitern erzielt hatten, im Film ihren Niederschlag finden. Monatelang verteilte ein in der Kommunistischen Partei tätiger Freund von Bird und Shaffer Flugblätter auf den Werften von Philadelphia, um nach Vorfahren von schwarzen Arbeitern zu fragen, die Wobblies gewesen sein könnten. Auf diese Weise stellte sich der Kontakt zu dem im Film auftretenden Ex-Hafenarbeiter James Fair her.
Bei der Durchführung der Interviews war auch das in Berkeley ansässige Radical Elders Oral History Project beteiligt, mit dem Aktivisten der Neuen Linken versuchten, sich in der seit Mitte der 1970er-Jahre spürbaren Krise der Protestbewegung ihrer historischen Wurzeln zu vergewissern. Auch „Die Wobblies“ führte unterschiedliche Generationen zusammen: ein Filmteam im Alter zwischen 30 und 40 sowie Veteranen zwischen 75 und 97. Deren historische Erfolge könnten, so zumindest die Einschätzung des REOHP-Forschers Richard Bermack, die Neue Linke über ihre Defizite aufklären: „Es war, als würde die Neue Linke von der Alten Linken lernen.“
Insgesamt dauerte die Recherche für den Film mehrere Jahre, weswegen sich die Gesamtkosten für die Produktion von „Die Wobblies“ auf etwa 180.000 Dollar beliefen. Diese Summe wurde zum größten Teil von der Kulturstiftung National Endowment for the Humanities finanziert. 1.000 US-Dollar wurden aber auch vom Filmfonds der US-amerikanischen Automobilarbeitergewerkschaft UAW beigesteuert.

## Politischer Kontext
Die Wobblies-Produzenten Stewart Bird und Deborah Shaffer selbst stellen ihren Film in den Kontext der Krise der Neuen Linken. „Als der Aktivismus der 1960er Jahre zurückging, verspürten wir das Bedürfnis, nach den Ursprüngen des amerikanischen Radikalismus zu schauen.“ Der Umstand, dass dieser Radikalismus nach Meinung von Stewart Bird „so amerikanisch wie Apfelkuchen“ sei, müsse angesichts von Bemühungen zur Entstellung der Geschichte dringend wieder in Erinnerung gerufen werden.
Oral History erwies sich in den 1970er-Jahren als ein gutes Bindeglied zwischen den verschiedenen politischen Generationen der Linken, weil es an die basisdemokratischen und organisationskritischen Impulse der Neuen Linken anknüpfte, ohne die Errungenschaften der älteren Linken in Abrede zu stellen. Aufarbeitungen vergangenen Kämpfe konnten im Gegenteil sogar helfen, Niederlagen vor dem Hintergrund längerfristiger historischer Kontinuitäten erträglicher zu machen.
Die relative Fülle der Filme, die in der zweiten Hälfte der 1970er-Jahre über die US-amerikanische Arbeiter- und Gewerkschaftsgeschichte gedreht und ausgestrahlt wurde, bestätigt diesen Befund. „Die Wobblies“ steht im Kontext von Filmen wie Barbara Kopples Oscar-prämierter Dokumentation „Harlan County U.S.A.“ (1976), „Union Maids“ (1976) von Jim Klein, „The Great Sit-Down“ (1976) von Stephen Peet, Henry Martisons „Prairie Fire“ (1977) und „Northern Lights“ (1978), „Days of Heaven“ (1978) von Terrence Malick, der für einen Oscar nominierte Dokumentarfilm „Mit Baby und Banner“ (1979) von Lorraine Gray sowie Jack Ofields „The Molders of Troy“ (1980).

## Rezeption und Kritik
Am 11. Oktober 1979 wurde „The Wobblies“ auf dem New York Film Festival uraufgeführt. Die Teilnahme an dem renommierten Wettbewerb kam für die Regisseure einem Durchbruch gleich. „Für uns war die Einladung zum Festival ein unglaublicher Durchbruch. Es bedeutet, dass Du mit den wichtigen Kritikern und Verleihfirmen in Verbindung kommst. Du bekommst einfach sehr viel Publicity und es ist eine Schand, dass diese Aufmerksamkeit nur einer Handvoll von Filmen zuteil wird.“
Obwohl die American Federation of Labor im Film deutlich für ihre ausschließende Praxis kritisiert wird, lud der US-amerikanische Gewerkschaftsdachverband die Filmemacher dazu ein, „The Wobblies“ auch auf dem Washingtoner Gewerkschaftstag des AFL-CIO im November 1979 zu zeigen.
Zunächst verrissen wurde „The Wobblies“ in der New Yorker Kulturzeitschrift The Village Voice. Deren Filmkritiker Jim Hoberman warf Bird und Shaffer vor, vor allem das Bedürfnis nach „linker Nostalgie“ zu bedienen. Mit einem Artikel von Michael Atkinson aus dem Juni 2006 widerrief die Village Voice allerdings ihre einstige Kritik: „Amerikanischen Oberschülern sollte es zur Examensaufgabe gemacht werden, den Film zu sehen. Allerdings würde sich dann vieles von dem, was sie gelernt haben, verflüchtigen.“
Die New York Times bemängelte in ihrer Besprechung, dass der Film als solcher weit „weniger inspiriert“ und leidenschaftlich wirke als sein musikalischer Soundtrack und auch „weniger großartig und melodramatisch“ als die gezeigten Poster. Durch seine gewissenhafte Art und „liebevolle Recherche“ sei dem egalitären Anliegen der Wobblies aber wahrscheinlich mehr gedient als mit übertriebener Rhetorik: „Wenn die Fakten so vollständig präsentiert werden wie in diesem Fall, lassen sich die mit ihnen verbundenen Gefühle unschwer erahnen.“
Zu einem umgekehrten Schluss gelangte der Historiker Melvyn Dubovsky, Autor eines Standardwerks zur Geschichte der Industrial Workers of the World. Zwar fand auch er lobende Worte für die „bewegenden Interviews“, die ebenso gut wie die Lieder die Romantik und den Geist einer nicht totzukriegenden Strömung zum Ausdruck brächten. Die vom Film zwar angestrebte, indes nicht immer erreichte Annäherung an akademische Geschichtswissenschaft mache ihn für die Bildungsarbeit aber nur bedingt brauchbar. Um Zuschauer zum Denken anzuregen oder auch nur um einen nachwirkenden Eindruck bei ihnen zu hinterlassen, sei das zum elegischen Nachruf neigende „Fact-ion“-Format zu abgegriffen. Es trage allenfalls dazu bei, den Eindruck zu erzeugen, die Umstände, die die Wobblies hervorgebracht haben, seien mit ihrer Niederlage ebenfalls passé. „Filmschaffende, Dramatiker und Romanautoren sollten sich nicht zu stark den Regeln, Konventionen und Zwängen akademischer Geschichtsschreibung unterwerfen. Stattdessen sollten sie sich vielleicht besser um die Schaffung transzendierender Kunstwerke bemühen.“
Die Mid-Atlantic Radical Historians Organization MARHO befand, die Regisseure der Dokumentation hätten der staatlichen Repression zu Unrecht einen höheren Stellenwert für das Scheitern der IWW zugemessen als den internen Widersprüchen. Stimmen aus dem allgemeinen Publikum zeigten sich demgegenüber davon überrascht, wie unbekannt die im Film präsentierten historischen Zusammenhänge der US-amerikanischen Öffentlichkeit seien. Die interviewten Wobblies selber hielten den Film zumeist für einen gut gemachten Beitrag zur Geschichte der Klassenauseinandersetzungen in den USA. Nur einer hegte Bedenken, die Dokumentation ähnele möglicherweise zu stark einem Nachruf. Nach Angaben von Bird/Shaffer hätten viele Gewerkschafter und linke Aktivisten unter den Zuschauern es am liebsten gesehen, wenn der Film noch mehr Informationen zur Geschichte der IWW und zu ihrem zeitgeschichtlichen Kontext vermittelt hätte.